# Sminthopsis youngsoni
Sminthopsis youngsoni McKenzie & Archer, 1982 è un piccolo marsupiale carnivoro della famiglia Dasyuridae.
È una specie abbastanza diffusa e comune in Australia, che si trova in molte aree desertiche di Australia Occidentale, Territorio del Nord e Queensland.